# Bartosz Białkowski
Bartosz Marek Białkowski (ˈbartɔʂ bʲawˈkɔfski; Braniewo, 6 luglio 1987) è un ex calciatore polacco, di ruolo portiere.

## Carriera

### Club
Ha giocato nella seconda divisione inglese.

### Nazionale
Debutta in nazionale maggiore il 23 marzo 2018 nell'amichevole contro la Nigeria. È stato convocato come terzo portiere della Nazionale polacca per i Mondiali 2018 a scapito del (secondo) portiere della Roma Łukas Skorupski.

## Statistiche

### Presenze e reti nei club
Statistiche aggiornate al 6 giugno 2020.
| Stagione             | Squadra              | Campionato           | Campionato | Campionato | Coppe nazionali | Coppe nazionali | Coppe nazionali | Coppe continentali | Coppe continentali | Coppe continentali | Altre coppe | Altre coppe | Altre coppe | Totale | Totale | Totale |
| Stagione             | Squadra              | Comp                 | Pres       | Reti       | Comp            | Pres            | Reti            | Comp               | Pres               | Reti               | Comp        | Pres        | Reti        | Pres   | Reti   |        |
| -------------------- | -------------------- | -------------------- | ---------- | ---------- | --------------- | --------------- | --------------- | ------------------ | ------------------ | ------------------ | ----------- | ----------- | ----------- | ------ | ------ | ------ |
| 2004-2005            | Górnik Zabrze        | 1L                   | 7          | -13        | CP              | 0               | 0               | -                  | -                  | -                  | -           | -           | -           | 7      | -13    |        |
| 2005-gen. 2006       | Górnik Zabrze        | 1L                   | 0          | 0          | CP              | 0               | 0               | -                  | -                  | -                  | -           | -           | -           | 0      | 0      |        |
| Totale Górnik Zabrze | Totale Górnik Zabrze | Totale Górnik Zabrze | 7          | -13        |                 | 0               | 0               |                    | -                  | -                  |             | -           | -           | 7      | -13    |        |
| gen.-giu. 2006       | Southampton          | FLC                  | 5          | -4         | FACup+CdL       | 2+0             | -1              | -                  | -                  | -                  | -           | -           | -           | 7      | -5     |        |
| 2006-2007            | Southampton          | FLC                  | 8+1        | -7 + -2    | FACup+CdL       | 0+0             | 0               | -                  | -                  | -                  | -           | -           | -           | 9      | -9     |        |
| 2007-2008            | Southampton          | FLC                  | 1          | -4         | FACup+CdL       | 0+1             | -2              | -                  | -                  | -                  | -           | -           | -           | 2      | -6     |        |
| 2008-mar. 2009       | Southampton          | FLC                  | 0          | 0          | FACup+CdL       | 0+3             | -4              | -                  | -                  | -                  | -           | -           | -           | 3      | -4     |        |
| mar.-mag. 2009       | Ipswich Town         | FLC                  | 0          | 0          | FACup+CdL       | -               | -               | -                  | -                  | -                  | -           | -           | -           | 0      | 0      |        |
| set.-ott. 2009       | Barnsley             | FLC                  | 2          | -2         | FACup+CdL       | -               | -               | -                  | -                  | -                  | -           | -           | -           | 2      | -2     |        |
| ott. 2009-2010       | Southampton          | FL1                  | 7          | -5         | FACup+CdL       | 1+0             | -2              | -                  | -                  | -                  | FLT         | -           | -           | 8      | -7     |        |
| 2010-2011            | Southampton          | FL1                  | 0          | 0          | FACup+CdL       | 3+0             | -2              | -                  | -                  | -                  | FLT         | 0           | 0           | 3      | -2     |        |
| 2011-2012            | Southampton          | FLC                  | 1          | -2         | FACup+CdL       | 3+4             | -5 + -5         | -                  | -                  | -                  | -           | -           | -           | 8      | -12    |        |
| Totale Southampton   | Totale Southampton   | Totale Southampton   | 22+1       | -22 + -2   |                 | 17              | -21             |                    | -                  | -                  |             | 0           | 0           | 40     | -45    |        |
| 2012-2013            | Notts County         | FL1                  | 40         | -39        | FACup+CdL       | 2+1             | -1 + -1         | -                  | -                  | -                  | FLT         | 2           | -5          | 45     | -46    |        |
| 2013-2014            | Notts County         | FL1                  | 44         | -74        | FACup+CdL       | 1+2             | -3 + -6         | -                  | -                  | -                  | FLT         | 1           | 0           | 48     | -83    |        |
| Totale Notts County  | Totale Notts County  | Totale Notts County  | 84         | -113       |                 | 6               | -11             |                    | -                  | -                  |             | 3           | -5          | 93     | -129   |        |
| 2014-2015            | Ipswich Town         | FLC                  | 31+2       | -36 + -4   | FACup+CdL       | 1+1             | -1 + -1         | -                  | -                  | -                  | -           | -           | -           | 35     | -42    |        |
| 2015-2016            | Ipswich Town         | FLC                  | 20         | -17        | FACup+CdL       | 2+1             | -4 + -3         | -                  | -                  | -                  | -           | -           | -           | 23     | -24    |        |
| 2016-2017            | Ipswich Town         | FLC                  | 44         | -55        | FACup+CdL       | 0+0             | 0               | -                  | -                  | -                  | -           | -           | -           | 44     | -55    |        |
| 2017-2018            | Ipswich Town         | FLC                  | 45         | -60        | FACup+CdL       | 1+0             | -1              | -                  | -                  | -                  | -           | -           | -           | 46     | -61    |        |
| 2018-2019            | Ipswich Town         | FLC                  | 28         | -49        | FACup+CdL       | 1+1             | -1 + -1         | -                  | -                  | -                  | -           | -           | -           | 30     | -51    |        |
| Totale Ipswich Town  | Totale Ipswich Town  | Totale Ipswich Town  | 168+2      | -217 + -4  |                 | 8               | -12             |                    | -                  | -                  |             | -           | -           | 178    | -233   |        |
| 2019-2020            | Millwall             | FLC                  | 46         | -51        | FACup+CdL       | 2+0             | -2              | -                  | -                  | -                  | -           | -           | -           | 48     | -53    |        |
| 2020-2021            | Millwall             | FLC                  | 0          | 0          | FACup+CdL       | 0+0             | 0               | -                  | -                  | -                  | -           | -           | -           | 0      | 0      |        |
| Totale Millwall      | Totale Millwall      | Totale Millwall      | 46         | -51        |                 | 2               | -2              |                    | -                  | -                  |             | -           | -           | 48     | -53    |        |
| Totale carriera      | Totale carriera      | Totale carriera      | 332        | -424       |                 | 33              | -46             |                    | -                  | -                  |             | 3           | -5          | 368    | -475   |        |

### Cronologia presenze e reti in nazionale
| Cronologia completa delle presenze e delle reti in nazionale ― Polonia | Cronologia completa delle presenze e delle reti in nazionale ― Polonia | Cronologia completa delle presenze e delle reti in nazionale ― Polonia | Cronologia completa delle presenze e delle reti in nazionale ― Polonia | Cronologia completa delle presenze e delle reti in nazionale ― Polonia | Cronologia completa delle presenze e delle reti in nazionale ― Polonia | Cronologia completa delle presenze e delle reti in nazionale ― Polonia | Cronologia completa delle presenze e delle reti in nazionale ― Polonia |
| Data                                                                   | Città                                                                  | In casa                                                                | Risultato                                                              | Ospiti                                                                 | Competizione                                                           | Reti                                                                   | Note                                                                   |
| ---------------------------------------------------------------------- | ---------------------------------------------------------------------- | ---------------------------------------------------------------------- | ---------------------------------------------------------------------- | ---------------------------------------------------------------------- | ---------------------------------------------------------------------- | ---------------------------------------------------------------------- | ---------------------------------------------------------------------- |
| 23-3-2018                                                              | Breslavia                                                              | Polonia                                                                | 0 – 1                                                                  | Nigeria                                                                | Amichevole                                                             | -1                                                                     | 46’                                                                    |
| Totale                                                                 |                                                                        | Presenze                                                               | 1                                                                      |                                                                        | Reti                                                                   | -1                                                                     |                                                                        |